# Farma Malonty
FARMA MALONTY s.r.o. (do 27. února 2023 Bemagro s.r.o.) se sídlem v Malontech v okrese Český Krumlov je zemědělský podnik založený v roce 1994. Hospodaří na zhruba 2000 ha v podhůří Novohradských hor, od roku 2006 v režimu ekologického zemědělství. Většinu rozlohy zaujímají louky a pastviny, orná půda tvoří téměř jednu čtvrtinu. V Bemagru byly navíc do prosince 2019 využívány i principy biodynamického zemědělství.[zdroj?]

## Části Bemagra

### Rostlinka
Rostlinka je část firmy, která se stará o půdu a rostliny. Hlavním úkolem Rostlinky je zabezpečit dostatek kvalitního krmení pro vlastní zvířata – senáže, seno a zrno. Na prodej se pěstuje hlavně žito, pšenice, špalda, oves, pohanka a brambory. Nepoužívají se minerální hnojiva ani pesticidy.[zdroj?]

### Mléčný skot
V Chovu zvířat je nejvýznamnějším provozem velkochov dojnic na farmě v Meziříčí. V kravínech je přes 300 krav původně holštýnského plemene, které je křížením převáděno na Český červenostrakatý skot. Krávy se v létě pasou v okolí farmy, v zimě využívají nejbližší pastviny jako výběh. Denní produkce mléka se pohybuje kolem 5000 litrů. Menší část z tohoto mléka se zpracuje ve vlastní mlékárně, větší část je odvážena do německé mlékárny Glaeserne Moelkerei. V souladu se zásadami ekologického chovu nejsou zvířata odrohována a telata jsou chována ve skupinách a krmena mlékem.[zdroj?]

### Masný skot
Na farmě v Malontech je přibližně 60 krav a dva býci. V průběhu roku je s nimi různé množství telat či dorůstajících jaloviček a býčků. Jsou zde zastoupena různá plemena a jejich kříženci, cílovým plemenem je však Hereford. Část jalovic je ponechávána do chovu, připouštěny jsou jen jalovice starší dvou let, to znamená, že k prvnímu otelení dochází zhruba ve věku tří let.[zdroj?]

### Selský dvůr
V Meziříčí se také nachází Selský dvůr – místo pro malochov prasat, ovcí a drůbeže.[zdroj?]

### Malá rostlinka
Malá rostlinka zahrnuje přibližně 10 ha, na kterých se pěstuje zelenina, krmná řepa, mrkev a brambory.[zdroj?]

### Mlékárna
V roce 2016 byl v areálu v Meziříčí zahájen provoz mlékárny.[zdroj?]